# الربيع الفوقي (الربع الفوقي)
الربيع الفوقي هي إحدى مشيخات المملكة المغربية، تتبع جغرافيا لإقليم تازة وإداريًا لالربع الفوقي. يقدر عدد سكانها بـ 3153 نسمة حسب الإحصاء الرسمي للسكان والسكنى لسنة 2004.